# Steve Sesnick
Steve Sesnick, né le 8 septembre 1941 à Hoboken (New Jersey) et mort le 27 octobre 2022 à Saint Augustine, devient le manager du groupe de rock américain The Velvet Underground dès 1967, lorsque ce dernier s'affranchit de la tutelle d'Andy Warhol.
Il le restera jusqu'en 1972, alors que tous les membres originaux ont abandonné le groupe ou en ont été écartés depuis des années. Lorsqu'il jettera à son tour l'éponge, Doug Yule, désormais seul, s'empressera de mettre fin au Velvet Underground.
Pour les fans du groupe, Steve Sesnick est coupable d'avoir "maintenu en vie" le groupe bien après le départ de Lou Reed dans le seul but de se faire un peu d'argent grâce à lui.